# Игор Дурловски
Игор Дурловски (на македонска литературна норма: Игор Дурловски) е северномакедонски политик и оперен певец, бас.

## Биография
Роден е на 27 април 1977 година в Битоля, тогава в Социалистическа федеративна република Югославия. Завършва Факултета за музикално изкуство на Скопския университет. Дебютира на оперната сцена в 1999 година и от 2000 до 2002 година е част от трупата на Македонската опера и балет, където изнася множество роли в различни знакови продукции, сред които „Лучия ди Ламермур“, „Дон Джовани“, „Турандот“, „Севилският бърснар“, „Трубадур“, „Аида“, „Риголето“ и други. Прави международния си дебют на Виенер Камеропер в 2001 година. След това изнася роли на множество международни сцени. Сътрудничи с Източно-западния симфоничен оркестър, Белградската филхармония, Софийската филхармония, Ансамбъла за съвременна музика „Алеа“ и други.
Дурловски е сред организаторите на нападението на парламента на Република Македония на 27 април 2017 година. За участието си в нападението е обвинен в тероризъм и арестуван. Оправдан е от съда на 15 март 2019 година.
Преподава във Факултета за музикално изкуство на Скопския университет и е директор на Македонската опера и балет, но в 2017 година подава оставка и от двете позиции.
Женен е за оперната певица Ана Дурловски, с която в 2019 година отваря оперна академия „Дурловски“.
В 2020 година е обявено, че Игор Дурловски е в кандидатската листа на ВМРО-ДПМНЕ за пети избирателен район, включително Битоля и Битолско, за предсрочните парламентарни избори, които са насрочени за 12 април 2020 година.